# Willard, Kansas
Willard là một thành phố thuộc quận Shawnee, tiểu bang Kansas, Hoa Kỳ. Năm 2010, dân số của xã này là 92 người.

## Dân số
Dân số các năm:
- Năm 2000: 86 người
- Năm 2010: 92 người